# Distretto di Mufumbwe
Il distretto di Mufumbwe è un distretto dello Zambia, parte della Provincia Nord-Occidentale.
Il distretto comprende 16 ward:
- Chizela
- Kabipupu
- Kalambu
- Kalengwa
- Kamabuta
- Kaminzekenzeke
- Kashima East
- Kashima West
- Kikonge
- Lalafuta
- Matushi
- Miluji
- Munyambala
- Mushima
- Musonweji
- Shukwe